# Orientalium dignitas
Orientalium dignitas è una lettera apostolica riguardante le chiese cattoliche orientali pubblicata da papa Leone XIII il 30 novembre 1894.
Leone XIII proibì la latinizzazione liturgica dei riti e delle tradizioni orientali, incoraggiò i membri a rimanere fedeli agli stessi ed estese la giurisdizione del Patriarcato di Antiochia dei melchiti, un patriarcato cattolico che segue il rito bizantino, a tutti i territori dell'impero ottomano.
Nella lettera il pontefice affermò:

## Contenuto
Leone XIII scelse di imporre nuove norme per regolare il rapporto tra la chiesa latina e le chiese orientali:
- Un missionario di rito latino che tenta di convertire liturgicamente un fedele orientale incorre alla Sospensione a divinis e alla destituzione ed esclusione dal proprio ufficio;
- Se ad un patriarca orientale mancasse un prete del proprio rito, può affidare il compito di celebrare i sacramenti ad un prete latino che utilizzerà le formule e gli usi del rito orientale. I credenti hanno la possibilità di comunicarsi in qualsiasi rito cattolico approvato;
- Le corporazioni religiose dedite all'educazione dei giovani, se hanno un numero considerevole di alunni di rito orientale, devono adoperarsi affinché essi possano ricevere un'educazione religiosa conforme al proprio rito;
- I sacerdoti sia orientali che latini possono assolvere solamente per i casi concessi dall'ordinario e solamente i membri appartenenti al proprio rito;
- Se approvato dalla Sede Apostolica, gli orientali convertitisi al rito latino possono tornare al loro rito originale;
- Una donna sposata con un uomo di rito diverso dal suo, potrà cambiare rito liberamente. Se il matrimonio verrà dichiarato nullo, la donna sarà libera di ritornare al proprio rito originario;
- Un fedele di rito orientale che si trovasse sotto amministrazione latina manterrà il proprio rito e passerà sotto giurisdizione del patriarca non appena sarà nel territorio proprio;
- Gli ordini o gli istituti religiosi latini sono proibiti nell'ammettere membri di rito orientale;
- Una famiglia che entrerà nell'unità della chiesa cattolica, seppur obbligata ad abbracciare il rito latino, se disponibile avrà la possibilità di cambiarlo ritornando a quello primitivo;
- Le cause matrimoniali o di ecclesiastici sono affidate esclusivamente alla Sacra Congregazione di Propaganda;